# جون إم. يونغ
جون إم. يونغ هو سياسي أمريكي، ولد في 3 فبراير 1926، وتوفي في 18 ديسمبر 2010. نشط حزبياً في الحزب الجمهوري. وقد انتخب عضو جمعية ولاية ويسكونسن ‏.